# Біле-Щепановиці
Біле-Щепановиці (пол. Białe-Szczepanowice) — село в Польщі, у гміні Боґути-П'янки Островського повіту Мазовецького воєводства.
Населення — 81 особа (2011).
У 1975-1998 роках село належало до Ломжинського воєводства.

## Демографія
Демографічна структура станом на 31 березня 2011 року:
|          | Загалом | Допрацездатний вік | Працездатний вік | Постпрацездатний вік |
| -------- | ------- | ------------------ | ---------------- | -------------------- |
| Чоловіки | 41      | 8                  | 29               | 4                    |
| Жінки    | 40      | 4                  | 28               | 8                    |
| Разом    | 81      | 12                 | 57               | 12                   |